# Сказкин, Сергей Данилович
Серге́й Дани́лович Ска́зкин (7 (19) октября 1890 года, Новочеркасск — 14 апреля 1973 года, Москва) — русский и советский историк-медиевист, аграрник. Академик АН СССР (1958, член-корреспондент с 1943), действительный член АПН СССР (1947, АПН РСФСР до 1966 г.). Доктор исторических наук (1935), профессор исторического факультета МГУ, его декан в 1940—1943 годах, с 1949 года заведующий кафедрой истории средних веков МГУ. Лауреат Сталинской премии (1942). Герой Социалистического Труда (1970).

## Биография
Родился в семье военного. Младший брат Фёдор (1900—1968) — физиолог растений, академик АПН СССР.
Окончил Донской кадетский корпус, где учился в 1901—1908 годах, после чего переехал в Москву и в 1909 году поступил на историко-филологический факультет Московского университета, который окончил в 1915 году. Среди его преподавателей были известные учёные академики Р. Ю. Виппер и Д. М. Петрушевский, профессор А. Н. Савин. За свою дипломную работу получил Большую университетскую премию.
Был оставлен на кафедре всеобщей истории для подготовки к профессорскому званию. Одновременно в 1916—1922 годах работал в женской гимназии и трудовой школе № 96 (Москва), школе-интернате им. В. И. Ленина (Загорск). В 1917—1919 годах сдал магистерские экзамены и после прочтения осенью 1919 года вступительной лекции получил право на самостоятельное преподавание в высшей школе.
С 1920 года преподавал в МГУ на факультете общественных наук, с 1924 года доцент этнологического факультета, с 1934 года доцент, с 1935 года профессор кафедры истории средних веков исторического факультета, в 1940—1943 годах его декан, с 1949 года заведующий кафедрой истории средних веков МГУ.
Одновременно в 1920-е годы работал в Нижегородском университете и Тверском педагогическом институте; в 1930-е годы — в МИФЛИ и Московском городском педагогическом институте, в 1925—1961 годах — в ВПШ и АОН при ЦК КПСС.
Работу в МГУ совмещал с научно-исследовательской деятельностью в Институте истории РАНИОН (1922—1927) и Институте истории АН СССР, где с 1936(7?) г. старший научный сотрудник, в 1946(8?)—1949 гг. заместитель директора; с 1962 года возглавлял сектор истории средних веков, а после разделения института в 1968 году — тот же сектор в Институте всеобщей истории АН СССР.
С 1942 года член редакционной коллегии, с 1959 — ответственный редактор периодического сборника «Средние века». Член редколлегий ряда журналов: «Преподавание истории в школе» (в 1946—1959 годах ответственный редактор), «Вопросы истории» (с 1955 г.), «Наука и религия».
Член-корреспондент АН СССР с 30.09.1943 по Отделению истории и философии (история Западной Европы), академик с 20 июня 1958 года по Отделению исторических наук (всеобщая история).
В 1966 году подписал письмо 25-ти деятелей культуры и науки генеральному секретарю ЦК КПСС Л. И. Брежневу против реабилитации Сталина.
Супруга Вера Владимировна Сказкина — учитель истории в школе № 59 г. Москвы. Пасынок Николай ушёл на фронт добровольцем и, уже будучи в армии, попал в школу МГБ.

## Научная деятельность
При жизни С. Д. Сказкин опубликовал более 200 работ. Основные из них посвящены проблемам средневековой истории Западной Европы (аграрные отношения, история крестьянства, особенно во Франции XVI—XVIII веков; еретические движения; абсолютизм; Возрождение; история культуры и государственности и др.). Также у него имеются работы по новой истории западноевропейских стран, истории международных отношений и методологии истории.
Автор глав в коллективных трудах «История дипломатии» (т. 1, 1941; 2-е изд. 1959), «Всемирная история» (т. 3—4, 1957—1958), «История Франции» (т. 1, 1972); ряда статей в БСЭ. Главный редактор трёхтомного коллективного труда «История крестьянства в Европе в средние века».
Один из авторов и редакторов университетского учебника «История средних веков» (т. 1—2, 1952—54; 2-е изд. 1977), составитель многочисленных хрестоматий для средней и высшей школы по данному курсу (совместно с О. Л. Вайнштейном, Н. П. Грацианским и др.). Под редакцией С. Д. Сказкина вышла в свет «Настольная книга атеиста» (1968).
Как отмечала Н. А. Хачатурян: «Глубокий интерес к духовной культуре и религиозному сознанию отразили рукописные материалы С. Д. Сказкина с комментариями работ западноевропейских специалистов XIX-XX вв. в области теологии, переводами авторских текстов, посвященных средневековому миросозерцанию и анализом трудов средневековых философов. Материалы были положены в письменный стол, получив частичное отражение в спецкурсе „Средневековая культура в Западной Европе“, который С. Д. Сказкин читал в МГУ, и их частичной публикации в издании архивного наследства ученого уже после его ухода».
Как отмечает проф. Виктор Павлович Макаренко: "Академик С. Д. Сказкин до последнего дня сохранял в медиевистике неограниченную монополию власти...".

## Отзывы
Ренато Ризалити называл Сказкина одним из крупнейших советских историков.
Археолог Михаил Рабинович, бывший студентом довоенного истфака МГУ, вспоминал в мемуарах:
…Чьи лекции остались вне всякой конкуренции — так это Сергея Даниловича Сказкина. В них бьло какое-то проникновение в самые недра эпохи, тонкий и выпуклый рисунок характеров исторических лиц. Все это сочеталось с великолепным литературным изложением без всякой лишней манерности. Сказкин не смотрел на свой предмет со стороны, он прямо-таки жил в своих лекциях. Французское возрождение засверкало яркими брюньоновскими красками… Долго весь курс аплодировал Сказкину стоя. Поднесли большой букет. 
Работавшая под началом Сказкина Аделаида Сванидзе характеризовала его так:
Сказкин относился к лучшим университетским профессорам старой школы — подлинно интеллигентным, прекрасно воспитанным, корректным и толерантным, преданным науке, широко эрудированным, брезгливым в отношении скандалов и подлостей.

## Основные работы

### Монографии
- Старый порядок во Франции. М.-Л., 1925;
- Очерки по истории западноевропейского крестьянства в средние века. М., 1968;
- Избранные труды по истории. М., 1973;
- Конец австро-русско-германского союза (1879—1885): исследование по истории русско-германских и русско-австрийских отношений в связи с восточным вопросом. М., 1974;
- Из истории социально-политической и духовной жизни Западной Европы в Средние века. М., 1981.

### Статьи
- Проблема абсолютизма в Западной Европе (время и условия его возникновения) // Из истории средневековой Европы (X—XVII вв.). М., 1957;
- Католицизм / Сказкин С. Д., Мчедлов М. П. // Италия — Кваркуш. — М. : Советская энциклопедия, 1973. — (Большая советская энциклопедия : [в 30 т.] / гл. ред.  А. М. Прохоров ; 1969—1978, т. 11).

### Учебные пособия
- История средних веков. Курс лекций. М., 1946 (в соавт.)
- История средних веков. М., 1955.

### Под редакцией
- История Италии / Институт истории АН СССР, ред. коллегия: С. Д. Сказкин, К. Ф. Мизиано, С. И. Дорофеев. — М.: Наука, 1970. — Т. 1 / отв. ред. С. Д. Сказкин. Под ред. Л. А. Котельниковой и В. И. Рутенбурга. — 580 с. — 19 250 экз. (редактор и соавтор одной из глав с В. В. Самаркиным)
- История Италии / Институт истории АН СССР, ред. коллегия: С. Д. Сказкин, К. Ф. Мизиано, С. И. Дорофеев. — М.: Наука, 1970. — Т. 2 / отв. ред. К. Ф. Мизиано. Под ред. И. В. Григорьевой, Н. П. Комоловой, З. М. Цыпкиной. — 608 с. — 19 250 экз. (редактор)
- История Италии / Институт истории АН СССР, ред. коллегия: С. Д. Сказкин, К. Ф. Мизиано, С. И. Дорофеев. — М.: Наука, 1970. — Т. 3 / отв. ред. С. И. Дорофеев. Под ред. В. Е. Невлера, Б. Р. Лопухова, Г. С. Филатова. — 580 с. — 19 250 экз. (редактор)
- История Франции. В трёх томах / Институт истории АН СССР, отв. ред. А. З. Манфред. Ред. коллегия: В. М. Далин, В. В. Загладин, С. Н. Павлова, С. Д. Сказкин. — М.: Наука, 1972. — 77 000 экз.
- История Средних веков. В двух томах / Под общей ред. С. Д. Сказкина. — 2-е переработанное изд. — М.: Высшая школа, 1977. — Т. 1 / ред. коллегия Е. В. Гутнова, А. И. Данилов, А. Р. Корсунский, В. В. Самаркин. — 471 с.
- История Средних веков. В двух томах / Под общей ред. С. Д. Сказкина. — 2-е переработанное изд. — М.: Высшая школа, 1977. — Т. 2 / ред. коллегия А. Д. Люблинская, Ю. М. Сапрыкин, М. М. Смирин, А. Н. Чистозвонов, Т. С. Осипова, В. Л. Романова. — 336 с.
- История Византии. В трёх томах / отв. ред. С. Д. Сказкин. Редколлегия: В. Н. Лазарев, Н. В. Пигулевская, А. П. Каждан, Е. Э. Липшиц, Е. Ч. Скржинская, М. Я. Сюзюмов, З. В. Удальцова, Г. Г. Литаврин и К. А. Осипова. — М.: Наука, 1967. — 16 300 экз.

## Награды и премии
- Герой Социалистического Труда (30 октября 1970)
- 2 ордена Ленина (19 октября 1960; 30 октября 1970)
- орден Трудового Красного Знамени (10 июня 1945)
- медали
- Сталинская премия I степени (10 апреля 1942) — за книгу «История дипломатии», т. I, опубликованную в 1941 году